# Merua Mameri
Merua Mameri (30 de agosto de 2000) es una deportista argelina que compite en judo. Ganó tres medallas en el Campeonato Africano de Judo entre los años 2021 y 2025.

## Palmarés internacional
| Campeonato Africano | Campeonato Africano      | Campeonato Africano | Campeonato Africano |
| Año                 | Lugar                    | Medalla             | Categoría           |
| ------------------- | ------------------------ | ------------------- | ------------------- |
| 2021                | Dakar (Senegal)          | Medalla de bronce   | +78 kg              |
| 2022                | Orán (Argelia)           | Medalla de bronce   | +78 kg              |
| 2025                | Abiyán (Costa de Marfil) | Medalla de plata    | +78 kg              |